# Bechstedt

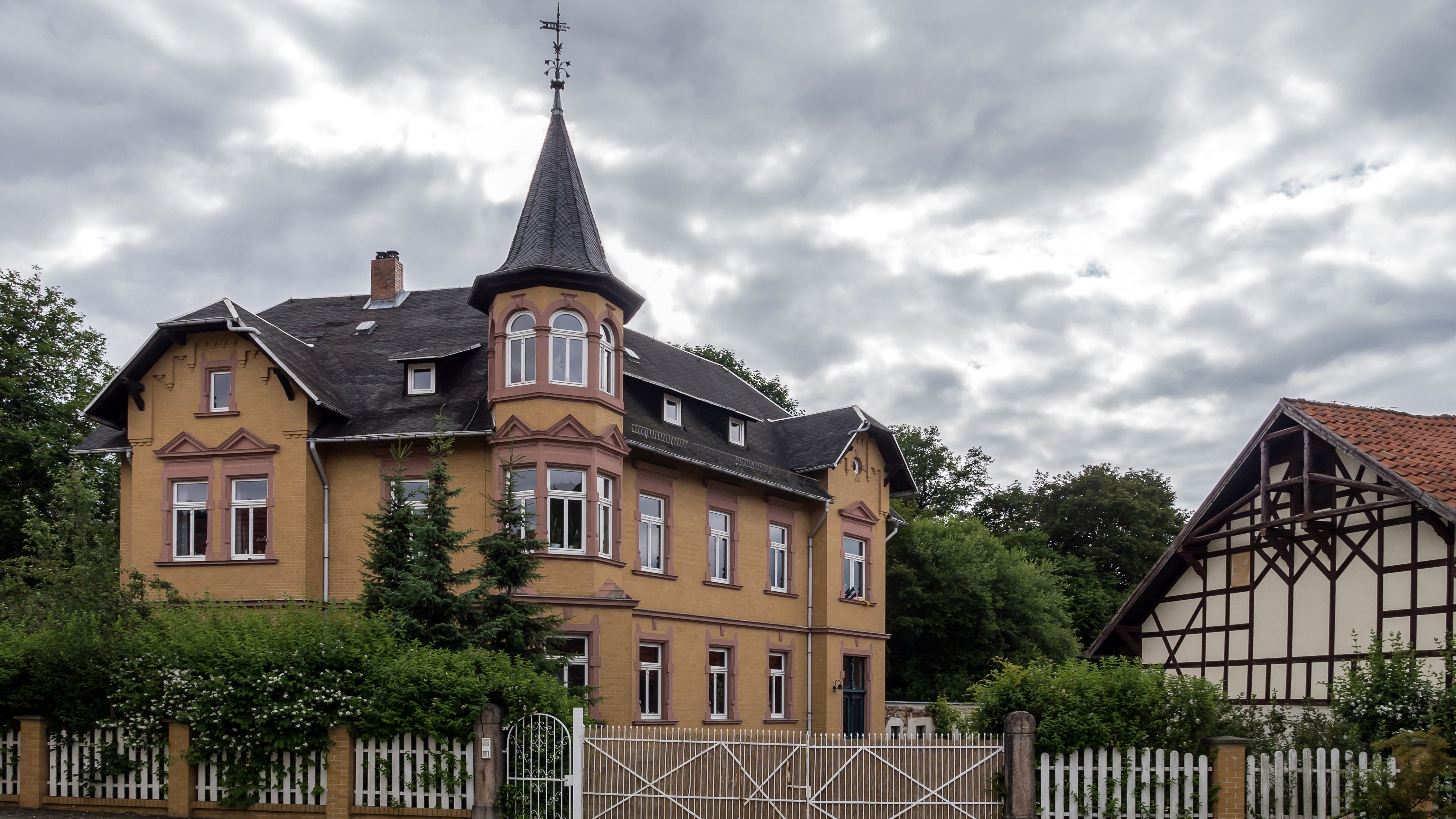
Ehemaliges Rittergut

Bechstedt ist eine Gemeinde im Landkreis Saalfeld-Rudolstadt in Thüringen.

## Geografie
Bechstedt liegt im Naturpark Thüringer Wald. Der Ort befindet sich nördlich von Sitzendorf auf einer kupierten Hochebene im Thüringer Schiefergebirge. Die Feldmark ist oft von Wald und Tälern unterbrochen. Verkehrstechnisch ist das Dorf über die Kreisstraße 131 sowie durch die Bahnstrecke der Schwarzatalbahn an das touristische Umland angeschlossen.

## Geschichte
Bechstedt wurde nach Dobenecker, IV 143 ca. 1267 erstmals urkundlich erwähnt. Das Dorf war und ist wald- und landwirtschaftlich sowie touristisch geprägt. Bis 1918 gehörte der Ort zur Oberherrschaft des Fürstentums Schwarzburg-Rudolstadt.
Seit 1993 gehörte Bechstedt der Verwaltungsgemeinschaft Mittleres Schwarzatal an. Nach deren Auflösung zum 1. Januar 2019 ist Königsee erfüllende Gemeinde für Bechstedt.

## Politik
Der Rat der Gemeinde Bechstedt besteht aus sechs Mitgliedern einer Freien Wählergruppe (Stand: Kommunalwahl am 7. Juni 2009).
Der ehrenamtliche Bürgermeister Jürgen Patschull wurde am 27. Juni 2004 gewählt und am 6. Juni 2010 sowie am 5. Juni 2016 wiedergewählt.
Seit 12. Juni 2022 ist Kati Zawierucha Bürgermeisterin von Bechstedt, nachdem der Amtsinhaber nicht mehr kandidierte.

## Kultur und Sehenswürdigkeiten

### Regelmäßige Veranstaltungen
Zum Setzen des Maibaums am 1. Mai und großem Maifeuer treffen sich Jung und Alt zur Begrüßung des Frühlings. Ein weiteres wichtiges Ereignis ist die Kirmes, die am zweiten Wochenende im Oktober stattfindet.

### Geschichtsdenkmale

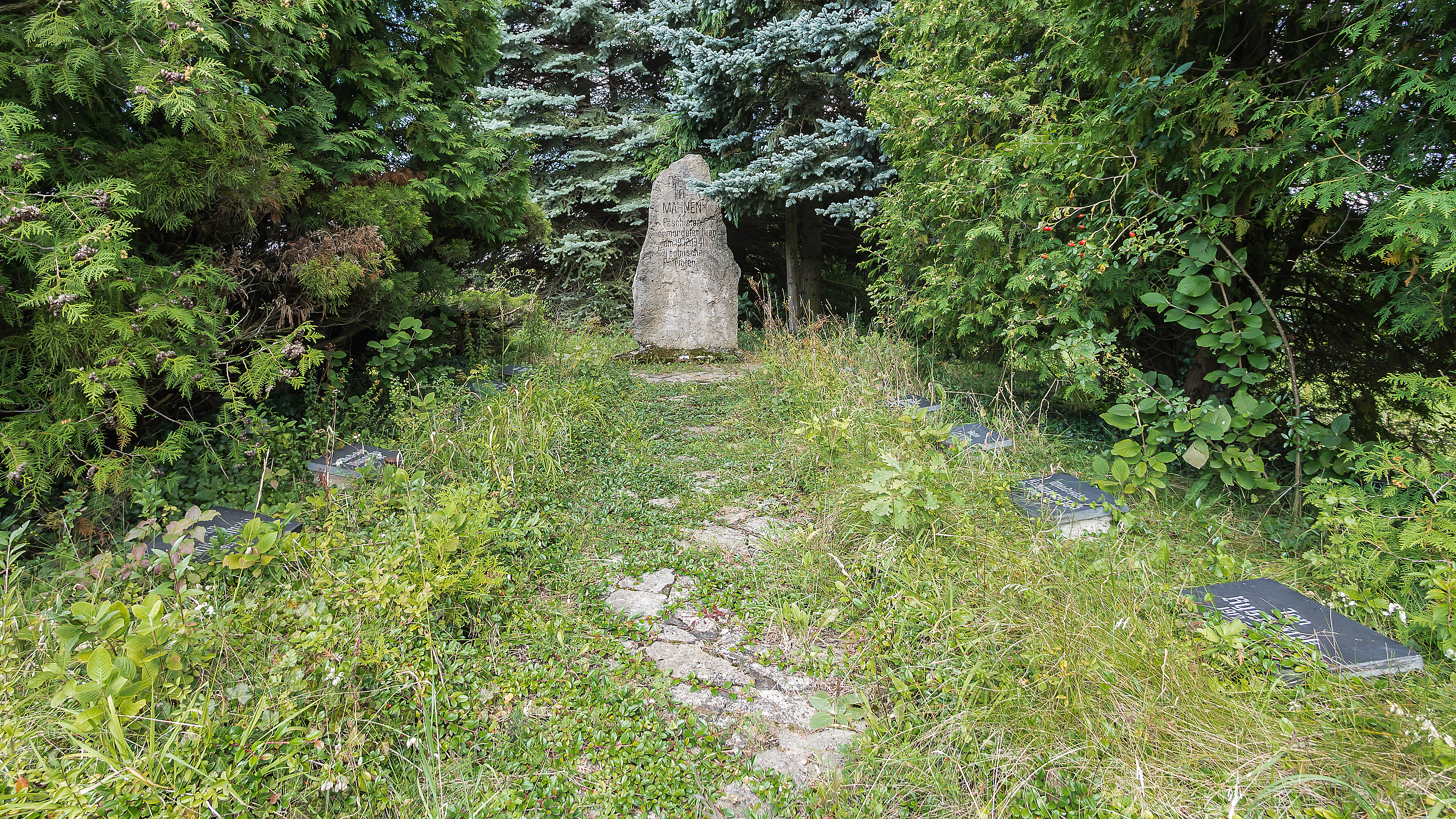
Gedenkstätte am nordwestlichen Dorfrand

Am Dorfrand Richtung Allendorf erinnert ein 1965 errichteter Gedenkstein an einen Gewaltexzess der SS. Bei einer tätlichen Auseinandersetzung zwischen einem Polen und seinem ihm zugeordneten Hofbauern waren beide ums Leben gekommen. Daraufhin ordnete die SS als „Sühnemaßnahme“ im Dezember 1941 die öffentliche Erhängung von elf polnischen Kriegsgefangenen aus dem KZ Buchenwald an. Zur „Abschreckung“ mussten alle verfügbaren Zwangsarbeiter aus der Umgebung der Hinrichtung beiwohnen.

## Wirtschaft und Infrastruktur
In Bechstedt endet die ausgebaute Landstraße, die von Allendorf kommt. Am Haltepunkt Bechstedt Trippstein hält am Tag ca. jede Stunde einmal die Schwarzatalbahn. Zweimal am Tag kommt der Schulbus, der die Kinder nach Königsee zur Schule bzw. wieder zurück bringt.
Einkaufsmöglichkeiten bieten der mobile Bäcker und Metzger.